# Wiesław Janczyk

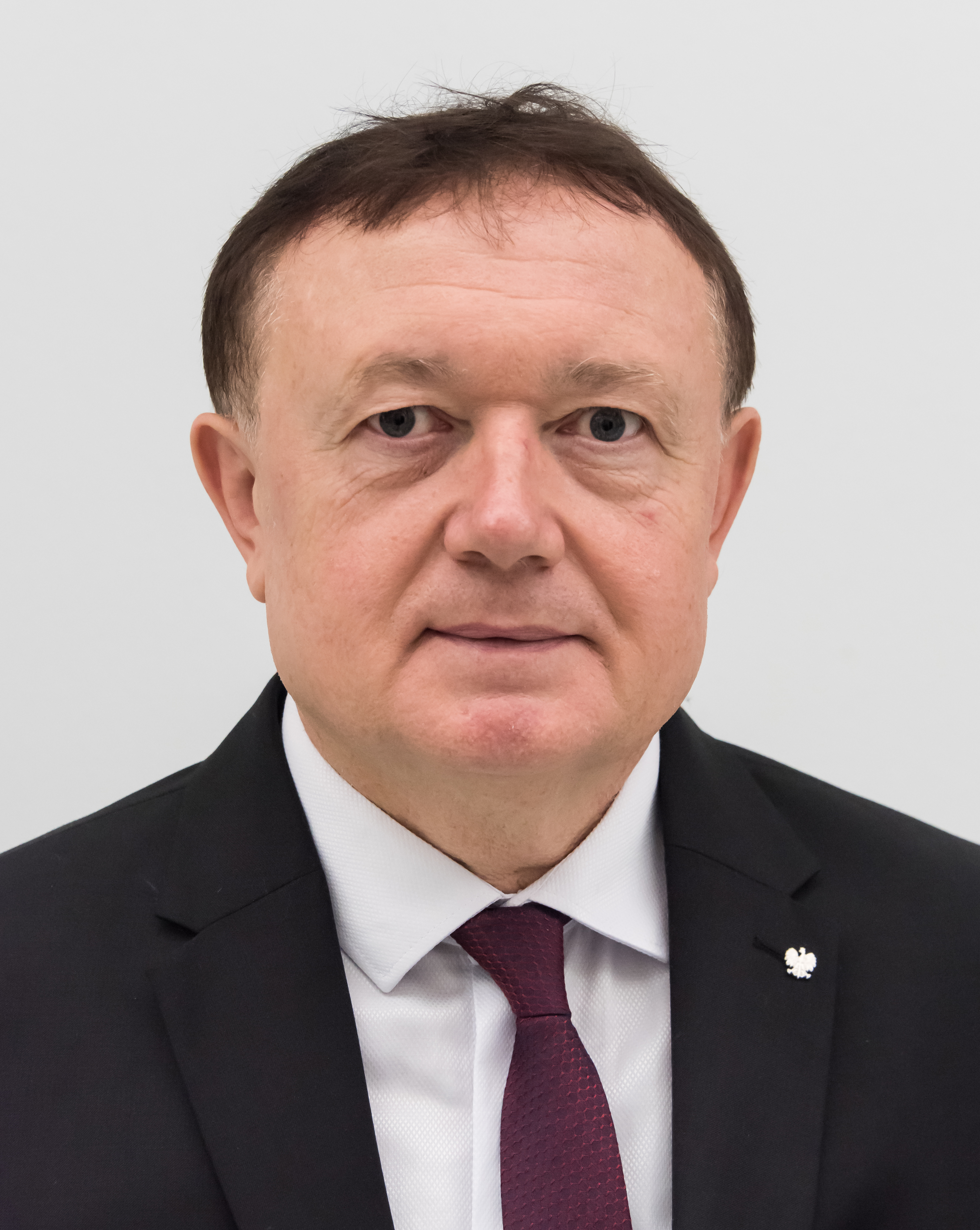
Wiesław Janczyk, 2019

Wiesław Stanisław Janczyk (* 7. April 1964 in Chomranice) ist ein polnischer Politiker (PiS) im Bereich Finanzpolitik, der von 2007 bis 2022 Abgeordneter des Sejm in der VI., VII., VIII. und IX. Wahlperiode und von 2016 bis 2018 stellvertretender Finanzminister war.

## Beruf und Lokalpolitik
Janczyk schloss 1993 ein Studium der Polonistik an der Jagiellonen-Universität in Krakau ab und beendete 2001 ein Aufbaustudium im Bereich Rechnungswesen und Finanzverwaltung an der Staatlichen Hochschule in Nowy Sącz. Er ist zugelassener Steuerberater. Janczyk arbeitete zwischen 1994 und 2005 für die Bank Gospodarki Żywnościowej S.A. (Bank für Lebensmittelwirtschaft), unter anderem als Vertreter eines Abteilungsleiters mit Zuständigkeit für Retail, KMU und Schlüsselkunden. Später fungierte er als stellvertretender Vorstand der Maschinenbau-Aktiengesellschaft Remag in Katowice sowie als geschäftsführender Vorstand des Wasserkraftwerkbetreibers ZEW Niedzica S.A. Nach Jahren als Gemeinderat wurde er bei den Selbstverwaltungswahlen 2002 und 2006 in den Rat des Powiat Limanowski gewählt.

## Landespolitik
Bei den Parlamentswahlen 2001 und 2005 kandidierte Janczyk noch erfolglos auf der Liste der Prawo i Sprawiedliwość (PiS) für den Sejm. Bei den Parlamentswahlen 2007 wurde er für den Wahlkreis Nowy Sącz über die PiS-Liste mit einem Ergebnis von 10.696 Stimmen Abgeordneter des Sejm und blieb dies durch dreimalige Wiederwahl 2011, 2015 und 2019 bis 2022. Er war Mitglied der Sejm-Kommissionen für Öffentliche Finanzen und Außenpolitik. Während der Jahre 2016 bis 2018 bekleidete er das Amt eines stellvertretenden Finanzministers, aus dem er im Zuge einer Kabinettsverkleinerung ausschied. Zugleich saß er einer Aufsichtskommission für die Wirtschaftsprüfung vor und war Bevollmächtigter der Regierung für Reformförderung in der benachbarten Ukraine. Im Jahr 2022 wurde er für die bis 2028 laufende Kadenz zum Mitglied im Rat für Geldpolitik bei der polnischen Zentralbank berufen, weswegen er sein Sejm-Mandat und seine Führungsfunktion in der PiS im Kreis Limanowa niederlegte. Im Zuge eines Disputs der Ratsmitglieder Ende 2022, der sich an öffentlichen Äußerungen dreier Mandatare entzündete, stellte sich Janczyk auf die Seite einer Ratsmehrheit um den Zentralbankpräsidenten Adam Glapiński. Während die Mitglieder Tyrowicz, Litwiniuk und Kotecki die Maßnahmen zur Eindämmung der Inflation für unzureichend hielten, postulierte Janczyk eine Erreichung des Inflationszieles 2024/25. Zum Jahresende 2023 sprach er sich für Zinssenkungen aus. Er gehörte zu einer Gruppe von sechs Mitgliedern des Rates für Geldpolitik, die sich gegen eine Anklage Glapińskis vor dem Staatsgerichtshof aussprachen, damals  Forderung mancher Vertreter der Regierungsmehrheit.